# Ralf Reitel
Ralf Reitel (eigentlich Ralf-Peter Reitel, * 15. November 1951 in Plauen, Vogtland; † 5. Juni 1987 im Bezirk Oberpfalz) war ein deutscher Theaterschauspieler.

## Leben

### Werdegang
Ralf Reitel wuchs in der DDR auf. Er hatte vier Geschwister, darunter einen neun Jahre jüngeren Bruder, den Autor Axel Reitel. Von 1974 bis 1977 studierte Reitel an der Staatlichen Schauspielschule Rostock und schloss 1977 mit dem Diplom (FH) ab. Erste Rollen als Theaterschauspieler hatte er an den Bühnen Eisleben, Magdeburg und Stendal. 1978 wurde er von einem Regisseur an das landeseigene Theater im thüringischen Rudolstadt geholt, wo er von 1979 bis 1984 zumeist Hauptrollen spielte. Verschiedene Gastspiele führten ihn nach Weimar.
1983/84 nahm Reitel an den Versammlungen von Ausreisewilligen beim „Rudolstädter Schweigekreis“ teil. Daraufhin wurde er im Januar 1984 vom Ministerium für Staatssicherheit (MfS) verhaftet. Nach acht Monaten Haft wurde er durch die Bundesrepublik freigekauft, verbunden mit seiner Ausbürgerung in die Bundesrepublik. In der Bundesrepublik wurde er weiterhin vom MfS observiert, wofür das Referat III der MfS-Kommandantur Rudolstadt zuständig war.
In Westdeutschland setzte Reitel seine Karriere als Theaterschauspieler fort; zuletzt war er am Städtischen Theater in Regensburg engagiert, wo er auch Hauptrollen hatte.
Ralf Reitel starb am 5. Juni 1987 an den Folgen eines Verkehrsunfalls auf dem Autobahnabschnitt zwischen Neumarkt in der Oberpfalz und Regensburg. Er wurde noch lebend per Rettungshubschrauber in die Universitätsklinik Nürnberg gebracht, wo er zwei Stunden später seinen Verletzungen erlag.

### Rollen und Bedeutung
Im Verlauf seiner zehnjährigen Tätigkeit als Theaterschauspieler übernahm Reitel zahlreiche Rollen, darunter auch viele Hauptrollen. Sein Repertoire umfasste unter anderem Anouilh, Büchner, Brecht, Delaney, Kästner, de Beaumarchais, Ende, Fitzgerald, Hacks, Molière, Mrożek, O’Casey, Shakespeare, Schiller, Jewgeni Schwarz und Sternheim. Zu seinen Hauptrollen gehörten zum Beispiel der Mann in der Szene Der Verrat in dem szenischen Stück Furcht und Elend des Dritten Reiches von Brecht (1980, Rudolstadt), der Gelehrte in der phantastischen Oper Der Schatten von Jewgeni Schwarz (1981, Rudolstadt), der Hofmarschall von Kalb in  Schillers Kabale und Liebe (1982/83, Rudolstadt), der Ossip in dem Stück Die Dachdecker von Albert Wendt (1983, Rudolstadt), der Schüler Egon Brandes in Strafmündig von Gert Heidenreich (1986/87, Regensburg) und der Präsident der Vereinigten Staaten von Amerika in Der Präsident oder Das Würstchen von F. Scott Fitzgerald, (1987, Regensburg).

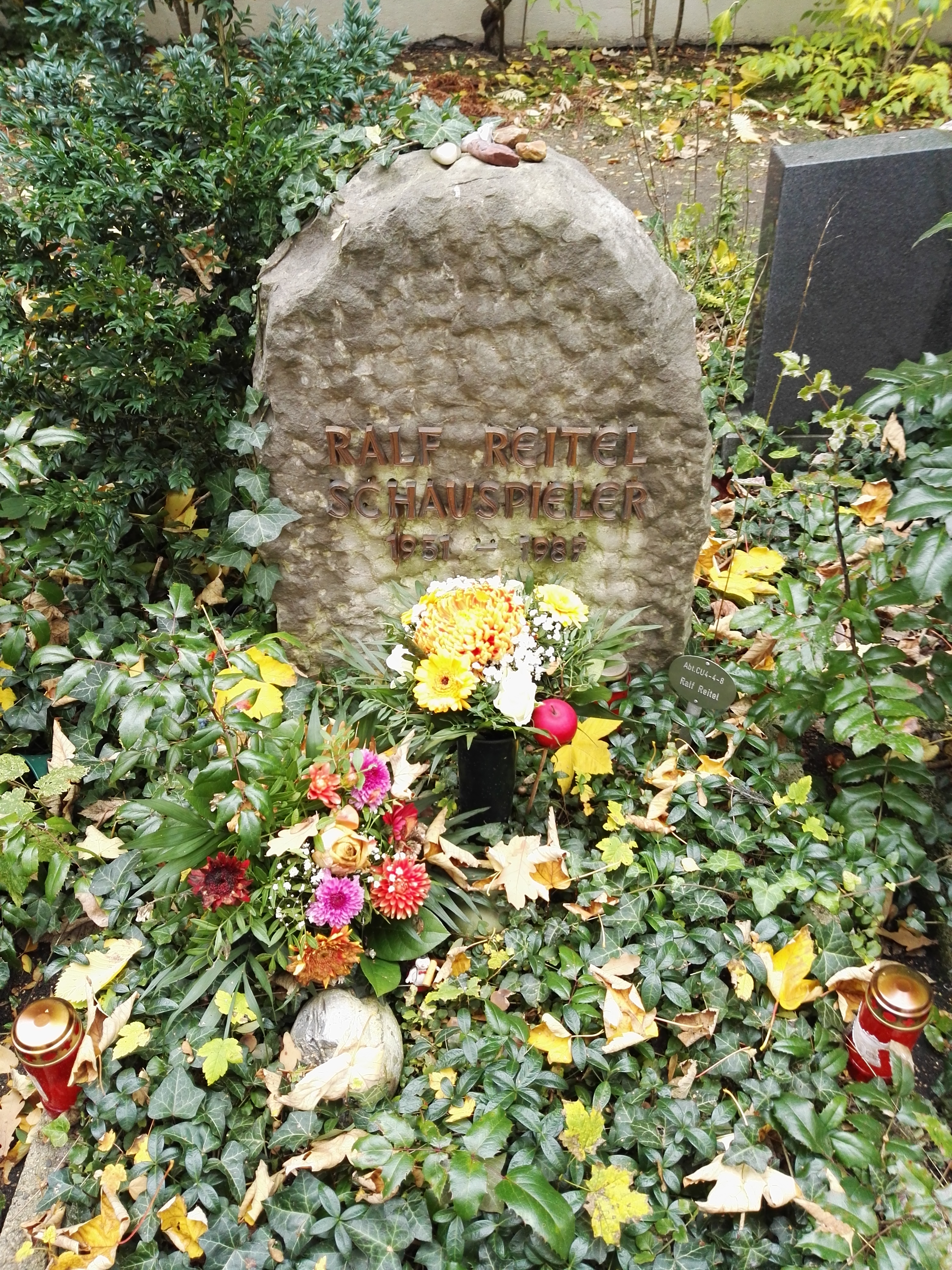
Grab von Ralf Reitel auf dem Dorotheenstädtischen Friedhof in Berlin

Reitels Leistungen wurden von der Theaterkritik in Ost- und Westdeutschland gut aufgenommen, wie zum Beispiel 1980 in Freies Wort („Reitel brilliert als St. Just“) und 1987 in der Regensburger Wochenzeitung Die Woche („Ralf Reitel, aus dem und mit dem man manches machen könnte“).
Im Laufe seiner Spielzeit am Schlosstheater Maßbach 1985/86 spielte Ralf Reitel unter anderem auch an der Seite von Lutz Moik. In dem Drama George Dandin von Molière übernahm Reitel die Rolle des geschwätzigen wie gewitzten Bauernburschen Lubin, der, zwar unfreiwillig, zur Demütigung des gehörnten wie arroganten Adligen Dandin beiträgt, der von Moik verkörpert wurde. In seiner letzten Hauptrolle am Regensburger Theater spielte Reitel in dem Theaterstück Der Präsident oder Das Würstchen von Scott Fitzgerald 1987 einen Briefträger in den USA, der es bis zum Amt des Präsidenten schafft, während der Amtszeit die halbe Welt ruiniert, und schließlich als geläuterter Briefträger den Menschen nur noch gute Nachrichten bringen will.
Ralf Reitel schrieb ebenfalls Gedichte. Mit seinem jüngeren Bruder plante er noch in der Zeit seines Engagements am Theater Schloss Maßbach eine Komödie, in der eine Familie auf der Suche nach dem materiellen Glück einen vergeblichen Ortswechsel unternimmt. Die Fabel war aus der eigenen Familiengeschichte gespeist.

## Nachleben
Die genauen Umstände des Verkehrsunfalls, der zu seinem Tod führte, sind bis heute ungeklärt. Eine Zeitungskritik des Journalisten Udo Scheer über das von MDR und rbb gemeinsam produzierte Radio-Feature, Der Tod meines Bruders. Rekonstruktion eines vermeintlichen Unfalls, geht davon aus, dass „ein vom Ministerium für Staatssicherheit gedeckter Mord […] nicht mehr ausgeschlossen“ scheine.
2009 wurde die Bestattungsurne von Ralf Reitel vom Bergfriedhof auf dem Dreifaltigkeitsberg in Regensburg nach Berlin umgebettet und dort auf dem Dorotheenstädtischen Friedhof beigesetzt.
Am 6. Dezember 2011 gedachte die Berliner Boulevardzeitung B.Z. Ralf Reitel anlässlich seines 60. Geburtstages: „Auf dem Dorotheenstädtischen Friedhof in Mitte befindet sich das Grab von Ralf Reitel…'Schauspieler' sagt der Stein, darunter die Lebensjahre 1951–1987. Dass Reitel monatelang in der DDR im Gefängnis saß und unter nicht ganz geklärten Umständen bei einem Unfall in Bayern starb – das schreiben wir hier auf, damit es Teil der Erinnerung bleibt.“

## Literarische Figur
Ralf Reitel gehört zur literarischen Personnage der Erzählung Die Namenlosen von Utz Rachowski, in: Namenlose, BasisDruck 1993, S. 138.
Außerdem in folgenden Erzählungen von Axel Reitel: Gefahr, in: Das Glück in Mäusebach. Erzählungen, Oberbaum Verlag Berlin 1989, S. 11; Das erste Kapitel für ein Lesebuch: Gefängnisse in den Landschaften Deutschlands, in: ebenda, S. 12 ff; Poetisches Leben, in: Zeitalter der Fische. Erzählungen, Chemnitzer Verlag 1997, S. 23ff; Drei Brücken, in: ebenda S. 60.

## Textbeispiel und Interpretation
An die Ahnungslosen
Tomatenaugen
Narrenkappengerassel
Der Massenclown happy
Wie schön ist's am Stammtisch
Doch ich wünschte ihr wärt hier
Auskotzen würdet ihr das Bier.
Ralf Reitel schrieb dieses Gedicht im Gefängnis in Naumburg, wohin er nach Stasi-U-Haft in Gera und Verurteilung gekommen war. Es bezieht sich jedoch nur indirekt auf die beklemmenden Bedingungen im DDR-Strafvollzug für politische Gefangene, über die heute vielerorts nachgelesen werden kann. Es entgeht vor allem der Gefahr der Eindimensionalität durch direktes Benennen beklagenswerter Umstände, indem es die Verschiebung in einen unverbindlichen Raum universaler Größen – Massenclown, Stammtisch, Auskotzen – unternimmt. Ebenfalls verweisen die aufgezählten Gefahren – Tomatenaugen, Narrenkappengerassel – auf unbewusstes und bewusstes Wegsehen von einer unsicheren, unbequemen oder unangenehmen Situation bei noch unklareren negativen Folgen, was als weltweit verbreitetes menschliches Verhalten zu beobachten ist. Sicherlich hatte der Autor die zu erleidenden Bedingungen am Haftort vor Augen, doch schaffte er eben mit der Operation, eine regionale Erfahrung in eine für alle teilhabbare Erfahrung zu heben, den entscheidenden Schritt, um zu allen Leidtragenden in dieser Welt zu sprechen.

## Radio-Feature
- Axel Reitel: Der Tod meines Bruders. Rekonstruktion eines vermeintlichen Unfalls. Radio-Feature, Produktion: MDR/rbb, 2007. ÜN: BR2 2012[14]